# Han skal duellere
Han skal duellere er en dansk stumfilm fra 1919, der er instrueret af Lau Lauritzen Sr. efter manuskript af Alfred Kjerulf.

## Handling
Denne artikel mangler et handlingsreferat. Hjælp os med at skrive det.

## Medvirkende
- Rasmus Christiansen - Professor Tycko Gummesen
- Ragnhild Sannom - Minna, professorens datter
- Lauritz Olsen - Baron Blinkenberg
- Louis Melander - Cæsar Bonarine